# Danais ligustrifolia
Danais ligustrifolia är en måreväxtart som beskrevs av John Gilbert Baker. Danais ligustrifolia ingår i släktet Danais och familjen måreväxter. Inga underarter finns listade i Catalogue of Life.